# Plectranthias jothyi
Plectranthias jothyi là một loài cá biển thuộc chi Plectranthias trong họ Cá mú. Loài này được mô tả lần đầu tiên vào năm 1996, được đặt theo tên của Alexander A. Jothy, cựu nhân viên của Viện Nghiên cứu Thủy sản Penang, Malaysia, người đã thu thập cả hai mẫu vật của chúng.

## Phân bố và môi trường sống
P. jothyi có phạm vi phân bố nhỏ hẹp ở vùng biển Tây Thái Bình Dương. Hai mẫu vật của loài này được tìm thấy tại eo biển Malacca, ngoài khơi bờ biển phía tây của bán đảo Malaysia, độ sâu tìm thấy được ghi nhận trong khoảng từ 196 đến 400 m.

## Mô tả
Mẫu vật lớn nhất dùng để mô tả P. jothyi có chiều dài cơ thể khoảng 9,2 cm. Màu sắc của cả hai mẫu vật khi còn sống không được ghi chép lại. Chúng chỉ được mô tả qua những mẫu vật đã được ngâm trong rượu: Cơ thể có màu nâu nhạt với 6 sọc chéo màu đen. Các vây có màu nhạt, ngoại trừ các sọc sẫm màu ở phần gốc của vây lưng. Có một đốm đen nhỏ bên dưới trung tâm của vây đuôi. Vây bụng ngắn, không chạm đến được hậu môn. Vây đuôi với thùy trên vươn dài.
Số gai ở vây lưng: 10 (gai thứ 3 dài nhất); Số tia vây mềm ở vây lưng: 17 - 18; Số gai ở vây hậu môn: 3; Số tia vây mềm ở vây hậu môn: 7; Số gai ở vây bụng: 1; Số tia vây mềm ở vây bụng: 5; Số tia vây mềm ở vây ngực: 14 - 15; Số tia vây mềm ở vây đuôi: 15.